# Oerlikon Millennium
Oerlikon Millennium aussi nommé MAS pour Millenium Anti-aircraft System est un canon antiaérien de 35 mm de type canon révolver utilisé comme système d'armes rapproché (en anglais : CIWS - Close-in weapon system) fabriqué par Oerlikon Contraves.

## Description
Le Millennium constitue l'évolution de l'Oerlikon 35 mm. Il peut être intégré dans le système de conduite de tir Skyshield, constituant lui-même l'évolution du système Skyguard. Il peut être monté sur un véhicule tout-terrain blindé, le skyranger. Le système « Nächstbereichschutzsystem MANTIS » allemand acquis par la Bundeswehr en 2011 utilise ce système.

## Munition
Il opère la munition AHEAD (Advanced Hit Efficiency And Destruction) qui libère avant l'impact 152 projectiles de tungstène de 3,3 grammes, augmentant ainsi significativement la probabilité d'un toucher. Le canon peut engager des aéronefs, des drones ou des missiles.

## Utilisateurs
Danemark (Marine royale danoise) :
- Classe Absalon
- Classe Iver Huitfeldt

 Espagne
- Classe F-110

 Indonésie
- Classe Martadinata

 Venezuela (marine vénézuélienne) :
- Classe Guaicamacuto
- Classe Guaiqueri

## Galerie

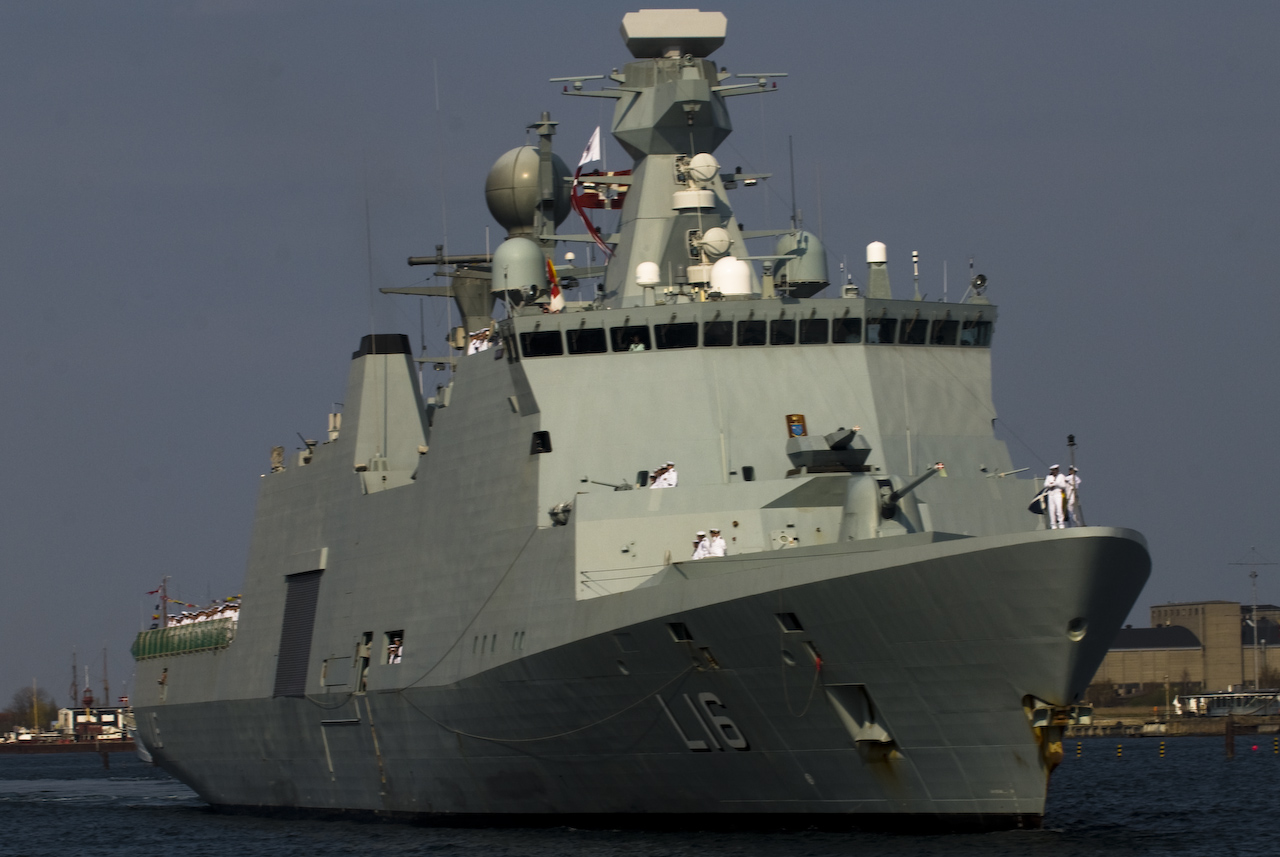
Oerlikon Millennium côté proue au-dessus d'un canon de 127mm, Classe Absalon
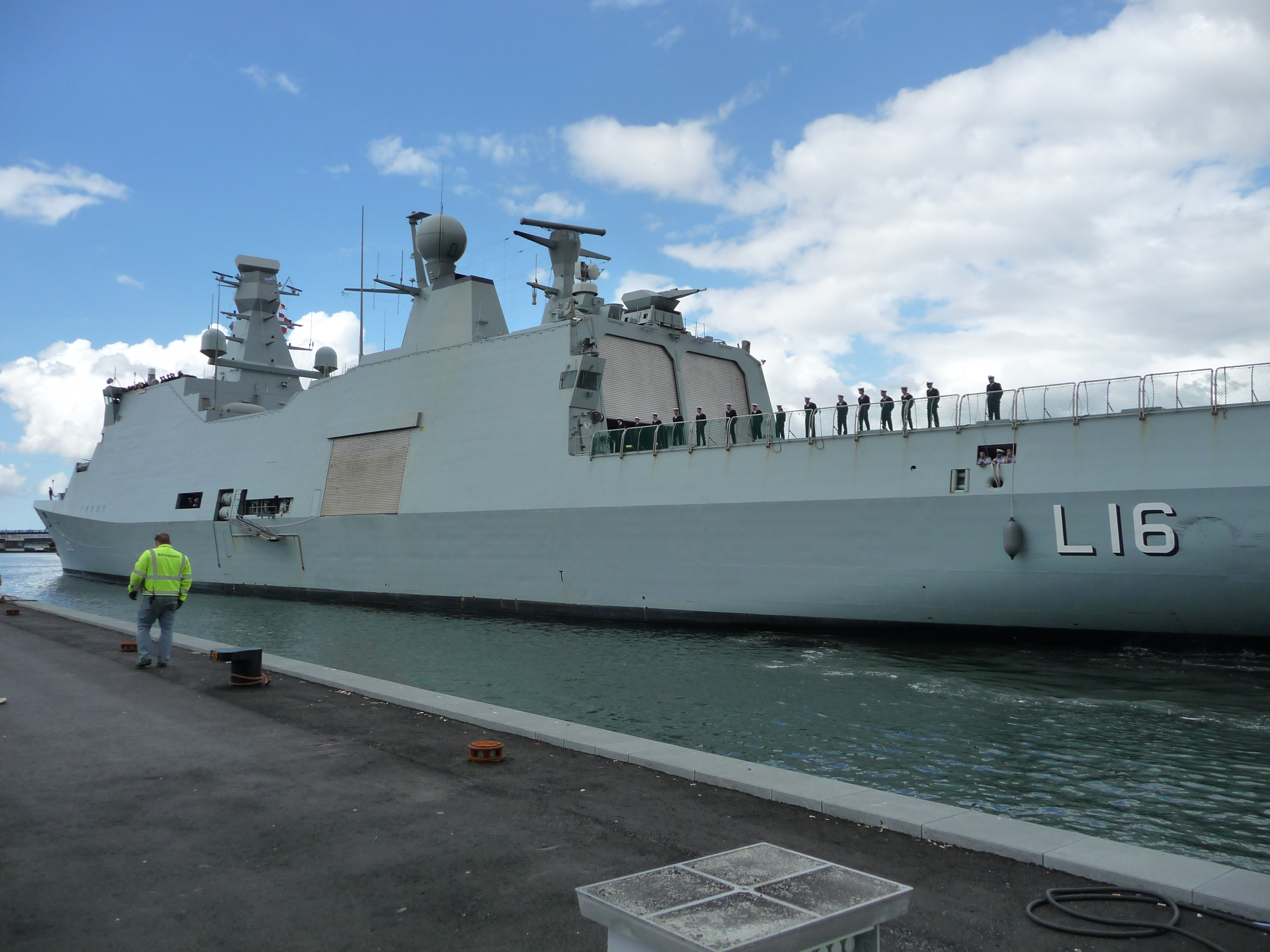
Oerlikon Millennium côté poupe, Classe Absalon
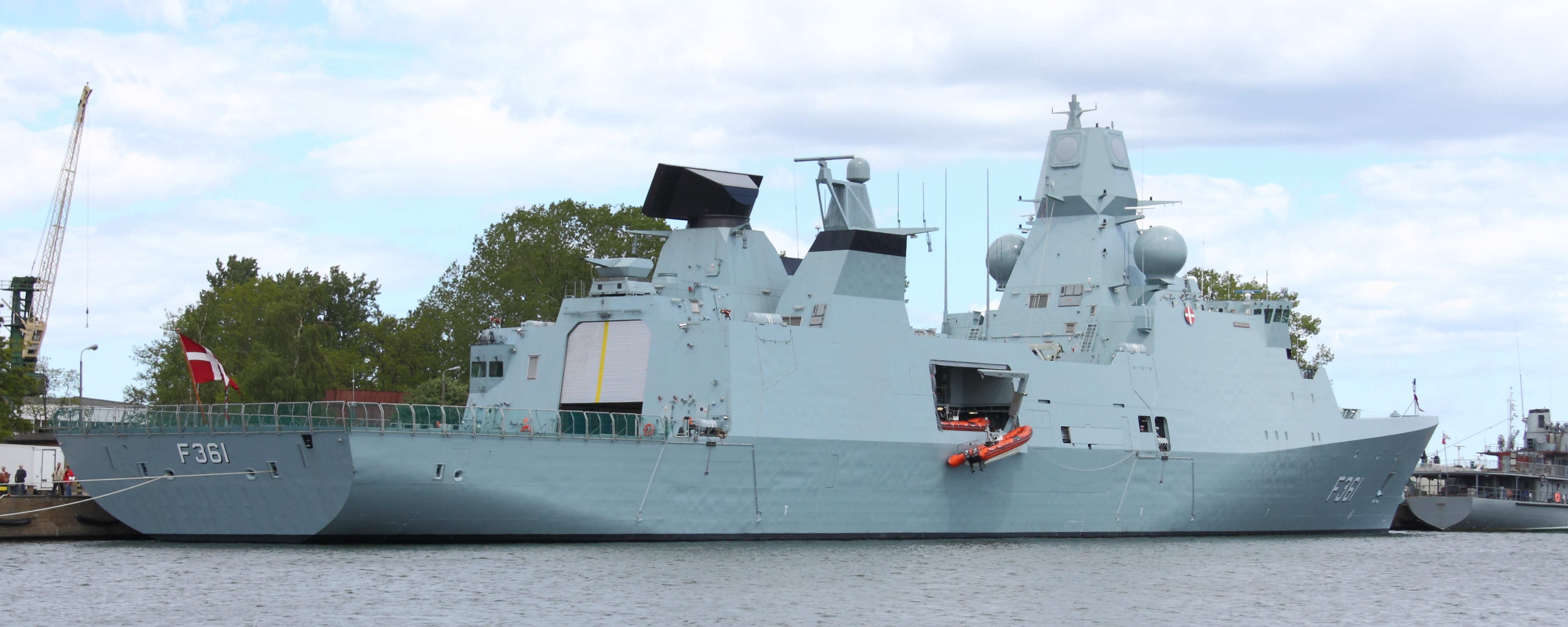
Oerlikon Millennium côté poupe, classe Iver Huitfeldt
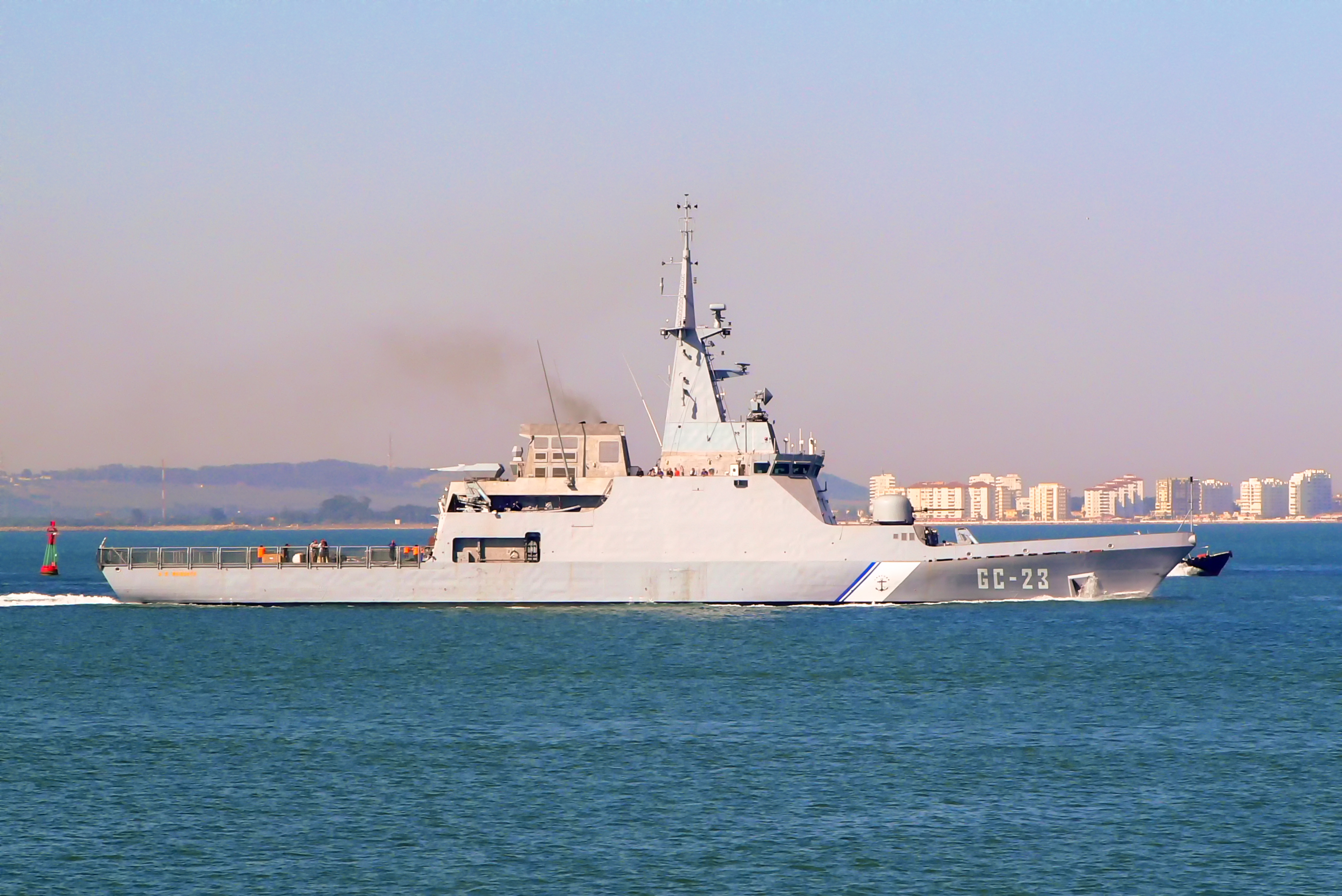
Oerlikon Millennium côté poupe, classe Guaicamacuto
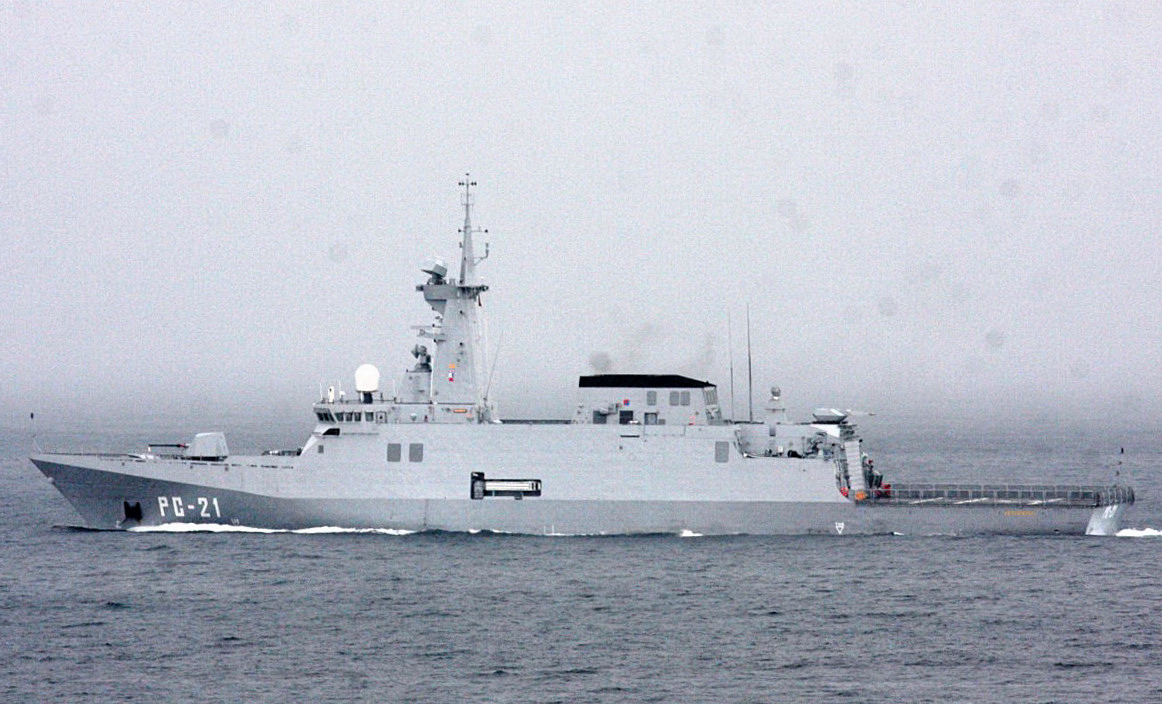
Oerlikon Millennium côté poupe, classe Guaiqueri